# Barbie Mariposa és a Tündérhercegnő
A Barbie Mariposa és a Tündérhercegnő (eredeti cím: Barbie Mariposa and the Fairy Princess) egész estés amerikai 3D-s számítógépes animációs film, amelyet William Lau rendezett. A forgatókönyvet Elise Allen írta, a zenéjét Douglas Pipes szerezte.
Amerikában 2013. augusztus 27-én adták ki DVD-n.

## Szereplők
| Szereplő         | Eredeti hang        | Magyar hang | Leírás |
| ---------------- | ------------------- | ----------- | ------ |
| Mariposa         | Kelly Sheridan      | ?           |        |
| Willa / Zee      | Tabitha St. Germain | ?           |        |
| Catania hercegnő | Maryke Hendrikse    | ?           |        |
| Carlos herceg    | Alessandro Juliani  | ?           |        |
| Gwyllion / Anu   | Kathleen Barr       | ?           |        |